# دييغو ميليتو
دييغو ألبيرتو ميليتو (بالإنجليزية: Diego Alberto Milito)‏ من مواليد 12 يونيو 1979 في بوينس أيرس. هو لاعب كرة قدم أرجنتيني من أصول إيطالية يلعب في نادي إنتر ميلان الإيطالي ومنتخب الأرجنتين لكرة القدم بمركز مهاجم وقد كان أفضل لآعب في دوري ابطال أوروبا الآخير 2009/2010 وتوج مع زملائه جوليو سيزار (أفضل حارس) ومايكون (أفضل مدافع) وسنايدر (أفضل متوسط ميدان)و لعب مع الإنتر 2009/2010 بالكامل 52 مباراة حيث سجل منها 30 هدفآ وكان ثاني هدافين الدوري
بعد دي ناتالي بـ (22 هدف) كان من أعمدة الإنتر ومن أهم عوامل احراز الإنتر على الثلاثيه التاريخية الدوري والكأس ودوري الأبطال
وقد توج بموسمه الجديد 2010/2011 على كأس السوبر الإيطالية امام روما وخسر في كأس السوبر الأوروبي 2-0 من اتليتكو مدريد، وفاز بكـأس العالم للأنديـة 2010.. لكي يكون في
رصيده حاليا 5 القاب مع الإنتر.

## بداياته
بدأ لعب كرة القدم مع نادي راسينغ كلوب من 1999 إلى 2004،بعدها انتقل إلى جنوا وبقي معهم سنتين بعد أن انتقل إلى ريال سـرقـسطة ولعب هناك في إسبانيا 3 سنوات شهدت تألقه، ثم عاد إلى جنوا بعد هبوط سرقسطة إلى دوري الدرجة الثانية الأسباني. ولكن ما لبث ان انتقل إلى نادي انتر ميلان الإيطالي حيث كانت ذروة شهرته مع إنتر ميلانو وشكل ثنائي خارق مع صامويل إيتو اللاعب الكاميروني .
وقد أكد الاعب أنه قادر على ارجاع مستواه ومع هذا أن الاعب قد سجل مع الأنتر 465 هدف وكان الاعب في موسم 2012/2013 قد سجل 24 هدفا في الدوري الأيطالي وفي موسم 2013/2014 لم يسجل سوا5 أهداف في هذا الموسم وقد دخل فريقه إلى دوري ابطال أوروبا وكأس العالم أندية والدوري الأوروبي وكأس إيطاليا وكأس السوبر الإيطالي والسوبر الأوروبي وقد سجل في دوري ابطال أوروبا2009/2010 6 أهداف .

## الألقاب
إنتر ميلان
- الدوري الإيطالي: 2009-2010
- كأس إيطاليا: 2010 و 2011
- كأس السوبر الإيطالي:2010
- دوري أبطال أوروبا 2009-10
- كأس العالم للأندية 2010

## روابط خارجية
- دييغو ميليتو على موقع الاتحاد الدولي (مؤرشف)  (الإنجليزية)
- دييغو ميليتو على موقع الاتحاد الأوربي (الإنجليزية)
- دييغو ميليتو على موقع إي إس بي إن إف سي (الإنجليزية)
- دييغو ميليتو على موقع قاعدة بيانات كرة القدم.إي يو (الإنجليزية)
- دييغو ميليتو على موقع ليكيب (الفرنسية)
- دييغو ميليتو على موقع ناشيونال فوتبول تيمز (الإنجليزية)
- دييغو ميليتو على موقع Soccerway.com (الإنجليزية)
- دييغو ميليتو على موقع عالم كرة القدم.نت (الإنجليزية)
- دييغو ميليتو على موقع AS.com (الإسبانية)